# Bernardo Álvarez Afonso
Bernardo Álvarez Afonso (Breña Alta, La Palma, le 29 juillet 1949) est un évêque catholique espagnol, évêque du diocèse de San Cristóbal de La Laguna (également appelé diocèse Nivariense ou diocèse de Tenerife) de 2005 à 2024. Álvarez est le deuxième évêque canari à gouverner le diocèse de Tenerife après Don Domingo Pérez Cáceres (né en Tenerife).

## Biographie
Après une formation technique d'architecte, Bernardo Álvarez Afonso quitte l'école pour entrer au séminaire de Tenerife où il effectue ses études ecclésiastiques de 1969 à 1976, année où il est ordonné prêtre. Il est ensuite diplômé en théologie dogmatique à l'Université pontificale grégorienne de Rome.
Prêtre, il est successivement nommé en service pastoral auprès de différentes populations de Tenerife et de La Palma, occupant également divers postes dans les services diocésains. Après avoir servi comme vicaire du diocèse de Tenerife, il est nommé évêque par Benoît XVI après la démission de l'évêque, Felipe Fernández García, pour des raisons de santé.
Le 4 septembre 2005 dans l'église de Notre-Dame de la Conception de La Laguna (alors cathédrale provisoire de La Laguna), il est sacré évêque des mains de l'archevêque Manuel Monteiro de Castro et des évêques émérites de Tenerife Damián Iguacén Borau et Felipe Fernández García, devenant ainsi le 12e évêque du diocèse de Tenerife. À cette même date, il prend possession canonique du diocèse Nivariense.
En 2014, il est en mesure de rouvrir la cathédrale de La Laguna, après douze années de fermeture par une restauration majeure.
Cette même année 2014 a lieu la canonisation du bienheureux José de Anchieta par le pape François : le 24 avril, la messe de canonisation présidée par le Pape est célébrée à Rome en présence de Mgr Bernardo Álvarez accompagné d'une représentation canarienne. José de Anchieta, né à Tenerife et missionnaire au Brésil, est devenu le deuxième canari à être canonisé par l'Église catholique, après Pierre de Betancur en 2002.
Le 21 décembre 2019, Álvarez a ouvert la Porte Sainte de la cathédrale de San Cristóbal de La Laguna à l'occasion de l'année jubilaire pour le 200e anniversaire de la fondation du diocèse.
Le 16 septembre 2024, le pape François accepte sa démission pour raison d'âge.